# Fernseh- und Kinotechnische Gesellschaft
Die Fernseh- und Kinotechnische Gesellschaft (FKTG) gehört zu den ältesten Technikverbänden Deutschlands. Sie entstand aus zwei Vorläuferorganisationen, der 1920 gegründeten Deutschen Kinotechnischen Gesellschaft (DKG), und der Fernsehtechnischen Gesellschaft, gegründet im Jahre 1952. Der Zusammenschluss zur FKTG erfolgte am 9. Oktober 1972.
Das wesentliche Ziel des Verbandes ist es, allen in der Fernseh- und Filmbranche Tätigen und allen an diesen Fachgebieten interessierten Wissenschaftlern, Ingenieuren und Technikern eine Basis zum Gedanken- und Erfahrungsaustausch zu bieten und somit diese Technikbereiche zu fördern. Offizielles Organ der Gesellschaft ist die Zeitschrift Fernseh- und Kinotechnik (FKT).

## Fachtagungen
Höhepunkt der Aktivitäten ist die alle zwei Jahre an wechselnden Orten stattfindende internationale Fachtagung, die thematisch alle Bereiche der Fernseh- und Kinotechnik umfasst. In den Vorträgen, zum Teil auch Podiumsdiskussionen und Demonstrationen werden neue Forschungs- und Entwicklungsergebnisse vorgestellt, Tendenzen und Weiterentwicklungen diskutiert. Die hohe fachliche Kompetenz dieser viertägigen Veranstaltung hat seit Jahren Anerkennung nicht nur in Deutschland, sondern auch im Ausland gefunden. Erstmals wurde auf der Jahrestagung in Nürnberg 1994 der fachtheoretische Teil mit einem kleinen Highlight-Forum ergänzt, auf dem man Produkte zeigte, die auf Erkenntnissen und Technologien aufbauen, wie sie im Vortragsteil erörtert wurden.
Den Möglichkeiten der persönlichen Kontaktaufnahme wird das Rahmenprogramm dieser Veranstaltung durch zahlreiche Exkursionen, Betriebsbesichtigungen usw. gerecht. Viele FKTG-Mitglieder treffen sich während der Tagung zu einem Gesellschaftsabend. Die Jahrestagung wird typischerweise von etwa 500 Fachleuten besucht. Für die Teilnahme an der Jahrestagung wird zur Kostendeckung der Veranstaltung eine Tagungsgebühr erhoben. FKTG-Mitglieder zahlen gegenüber Nicht-Mitgliedern einen deutlich reduzierten Preis.

### Jahrestagungen der Fernseh-Technischen Gesellschaft (FTG)
- 1. Bad Königstein 1953
- 2. Marburg an der Lahn 1954
- 3. Hamburg 1955
- 4. Baden-Baden 1956
- 5. Berlin 1957
- 6. München 1958
- 7. Darmstadt 1959
- 8. Stuttgart 1960
- 9. Aachen 1961
- 10. Würzburg 1962
- 11. Bad Nauheim 1963
- 12. Hamburg 1964
- 13. Berlin 1965
- 14. Heidelberg 1966
- 15. Aachen 1967
- 16. Saarbrücken 1968
- 17. Bremen 1969
- 18. Mainz 1970
- 19. Berlin 1971
- 20. Braunschweig 1972

### Jahres- und Fachtagungen der Fernseh- und Kinotechnischen Gesellschaft (FKTG)
- 1. Berlin 1973
- 2. München 1974
- 3. Saarbrücken 1975
- 4. Freiburg 1976
- 5. Kiel 1977
- 6. Trier 1978
- 7. Dortmund 1979
- 8. Berlin 1980
- 9. Ulm 1981
- 10. München 1982
- 11. Hamburg 1984
- 12. Mainz 1986
- 13. Köln 1988
- 14. Kassel 1990
- 15. Berlin 1992
- 16. Nürnberg 1994
- 17. Wien (Österreich) 1996
- 18. Erfurt 1998
- 19. Braunschweig 2000 (Fernsehen und Film im Zeichen der Medienkonvergenz)
- 20. Zürich 2002 (Informationstechnologie – Chance für Film und Fernsehen?)
- 21. Koblenz 2004 (Fernsehen und Film, ein interaktives Überall-Medium?)
- 22. Potsdam 2006 (Von High Definition bis Handheld Broadcasting – Widerspruch oder Ergänzung)
- 23. München 2008 (Fernsehen, Film und elektronische Medien – Angekommen in der IT-Welt)
- 24. Hamburg 2010 (Film und Fernsehen – zwischen 3D und 4G)
- 25. Wiesbaden 2012
- 26. Köln 2014 (Die Medienwelt von morgen – größer, schöner, überall und jederzeit)
- 27. Leipzig 2016
- 28. Nürnberg 2018
- 29. Erfurt 2022
- 30. Mainz 2024

## Berühmte Mitglieder der FKTG
- Walter Bruch
- Ulrich Reimers
- Werner Stelter
- Ramon Neiteler
- Franz Josef In der Smitten
- Helmut Schönfelder